# NJPW King Of Pro-Wrestling Championship
NJPW King Of Pro-Wrestling Championship – były tytuł mistrzowski wrestlingu promowany przez japońską federację New Japan Pro-Wrestling (NJPW).
KOPW ma nietradycyjną formułę: nie ma pasa mistrzowskiego, a tylko jeden wrestler rocznie jest uznawany za mistrza. Najpierw określany jest „tymczasowy mistrz”; w ciągu roku tymczasowy mistrz musi obronić swój tymczasowy tytuł. Tymczasowy mistrz na koniec roku zostaje oficjalnie uznany za oficjalnego mistrza roku i zdobywa Trofeum KOPW. Co więcej, w przeciwieństwie do tego, że NJPW koncentruje się na tradycyjnych walkach, walki o tytuł koncentrują się wyłącznie na nieregularnych zasadach. Każdy z wrestlerów biorących udział w walce o tytuł proponuje stypulację, a fani głosują, aby wybrać, które jest stypulacją walki. 
Tytuł został stworzony przez wrestlera Kazuchikę Okadę, który przedstawił go podczas konferencji prasowej 28 lipca 2020 roku. Toru Yano został pierwszym tymczasowym mistrzem 29 sierpnia 2020 roku, a pierwszym oficjalnym mistrzem po ostatecznej obronie tytułu 23 grudnia 2020.

## Koncept
Tytuł jest nieaktywny na początku nowego roku. W pewnym momencie ustala się tymczasowego mistrza, który nie jest uznawany przez NJPW za rzeczywistego mistrza. Przez resztę roku tymczasowy mistrz musi bronić tytułu przed rywalami; jeśli mu się nie powiedzie, koronowany jest nowy tymczasowy mistrz, który musi w podobny sposób bronić tytułu przed nowymi pretendentami. W pewnym momencie pod koniec roku odbywa się ostatnia walka o tytuł; zwycięzca walki zostaje uznany za tegorocznego KOPW i otrzymuje trofeum KOPW..
Podczas gdy NJPW historycznie koncentrowało się głównie na tradycyjnych walkach (albo klasycznych Singles lub Tag Team matchach bez specjalnych stypulacji), walki o KOPW będą koncentrować się wyłącznie na nietypowych stypulacjach, takich jak walki z więcej niż dwoma zawodnikami w tym samym czasie, Two-out-of-three-falls matchach, Ladder matche lub Steel Cage matche. Każdy z uczestników walki może zaproponować stypulację, a fani głosują, aby wybrać, która stypulacja będzie w walce.
Pomimo swojej unikalnej koncepcji, KOPW jest uznawany przez NJPW za rzeczywiste mistrzostwo (a nie turniej lub inne niekonwencjonalne wyróżnienie). Nazwa tytułu zmienia się w zależności od roku, przy czym wersja tytułu 2020 nosi nazwę KOPW 2020. Jest „resetowany” co roku, a proces jest powtarzany, dopóki nie zostanie wyłoniony nowy mistrz. 
22 grudnia 2022 roku NJPW ujawnił pas mistrzowski, który miał zastąpić trofeum, które było wielokrotnie łamane i niszczone. Pas zostanie wręczony pierwszemu tymczasowemu mistrzowi 2023 roku, który zostanie wyłoniony na Wrestle Kingdom 17 w New Japan Rumble 4 stycznia 2023 roku w Tokio, a czterech ostatnich zawodników zawalczy w Four-Way matchu na New Year Dash!!.

## Historia

### Utworzenie
W Sengoku Lord w Nagoi 25 lipca 2020 roku, Kazuchika Okada podbudował „kontrowersyjne ogłoszenie”. 28 lipca podczas konferencji prasowej w Tokio prezes NJPW Naoki Sugabayashi zapowiedział powstanie nowego tytułu według pomysłu Okady; Następnie Okada przystąpił do przedstawienia tytułu i jego koncepcji, zapowiadając jednocześnie KOPW 2021 na kolejny rok. Porównując go do innych tytułów NJPW, Okada stwierdził, że KOPW „istnieje na skraju Nowej Japonii”.

### KOPW 2020
Na tej samej konferencji, na której przedstawił tytuł, Okada zapowiedział, że od 26 sierpnia podczas trasy Summer Struggle, ośmiu wrestlerów będzie rywalizować w czterech walkach pierwszej rundy. Następnie czterej zwycięzcy rywalizowali w Four-Way matchu, który wyłonił inauguracyjnego mistrza KOPW 2020, który odbył się 29 sierpnia na Meiji Jingu Stadium w Tokio, podczas gali Summer Struggle in Jingu.
6 sierpnia 2020 roku sam Okada i Yujiro Takahashi zostali ogłoszeni jako dwaj pierwsi uczestnicy turnieju. Ostatecznie ogłoszono osiem pojedynków: Okada kontra Takahashi, Toru Yano vs. Bushi, El Desperado vs. Satoshi Kojima i Sanada vs. Sho. Fani głosowali za stypuylacjami online w serwisie społecznościowym Twitter; ankiety zakończyły się 24 sierpnia, oddając ponad 170 000 głosów fanów. Ponieważ Sanada i Sho obaj wybrali Submission match jako pożądany warunek, do ich walki nie było potrzebne żadne głosowanie.
W pierwszej rundzie El Desperado pokonał Kojimę przez dyskwalifikację w No finisher matchu, Yano pokonał Bushiego w Two-count Pinfalls matchu, Sanada pokonał Sho w ich Submission matchu, a na koniec Okada pokonał Takahashiego, który połączył siły z Jado i Gedo, w handicap matchu 1 na 3.
Na Summer Struggle in Jingu, Yano wygrał Four-way match, przypinając Okadę i zostając inauguracyjnym tymczasowym mistrzem.

## Panowania
| Kolory | Kolory            |
| ------ | ----------------- |
|        | Tymczasowy mistrz |
|        | Oficjalny mistrz  |

| Nr        | Ogólny numer panowania                                       |
| Panowanie | Liczba panowań konkretnego mistrza                           |
| Dni       | Liczba dni panowania                                         |
| Obrony    | Liczba udanych obron                                         |
| +         | Oznacza, że liczba dni w posiadaniu wzrasta z kolejnym dniem |

| Nr | Mistrz         | Zmiana mistrza         | Zmiana mistrza                               | Zmiana mistrza      | Statystyki panowania | Statystyki panowania | Statystyki panowania | Notka | Odn.   |
| Nr | Mistrz         | Data                   | Gala                                         | Miejsce             | Panowanie            | Dni                  | Obrony               | Notka | Odn.   |
| -- | -------------- | ---------------------- | -------------------------------------------- | ------------------- | -------------------- | -------------------- | -------------------- | --- | ------ |
| —  | Toru Yano      | 29 sierpnia 2020(dts)  | Summer Struggle in Jingu                     | Tokio, Japonia      | 1                    | 116                  | 2                    | Pokonał Kazuchikę Okadę, El Desperado i Sanadę w Four-way matchu który był finałem ośmioosobowego turnieju, aby zostać pierwszym tymczasowym mistrzem 2020 roku. | [ 5 ]  |
| 1  | Toru Yano      | 23 grudnia 2020(dts)   | Road to Tokyo Dome                           | Tokio, Japonia      | I                    | —                    | —                    | Pokonał Bad Luck Fale’a w Bodyslam or No Corner Pads matchu stając się oficjalnym mistrzem 2020.                                                                 | [ 6 ]  |
| —  | Toru Yano      | 5 stycznia 2021(dts)   | Wrestle Kingdom 15 Noc 2                     | Tokio, Japonia      | 2                    | 201                  | 2                    | Pokonał Chase’a Owensa, Bad Luck Fale’a i Bushiego w Four-way matchu stając się pierwszym tymczasowym mistrzem 2021.                                             | [ 7 ]  |
| —  | Chase Owens    | 25 lipca 2021(dts)     | Wrestle Grand Slam in Tokyo Dome             | Tokio, Japonia      | 1                    | 41                   | 0                    | Był to 22-osobowy New Japan Ranbo z kajdankami. | [ 8 ]  |
| —  | Toru Yano      | 4 września 2021(dts)   | Wrestle Grand Slam in MetLife Dome           | Tokorozawa, Japonia | 3                    | 111                  | 1                    | Był to No Disqualification „I Quit” match. | [ 9 ]  |
| 2  | Toru Yano      | 24 grudnia 2021(dts)   | Road to Tokyo Dome                           | Tokio, Japonia      | II                   | —                    | —                    | Pokonał Yoshinobu Kanemaru w End of Year Party Rules matchu stając się oficjalnym mistrzem 2021.                                                                 | [ 10 ] |
| —  | Minoru Suzuki  | 5 stycznia 2022(dts)   | Wrestle Kingdom 16 Noc 2                     | Tokio, Japonia      | 1                    | 46                   | 0                    | Pokonał Chase’a Owensa, Cimę i Toru Yano w Four-way matchu stając się pierwszym tymczasowym mistrzem 2022.                                                       | [ 11 ] |
| —  | Toru Yano      | 20 lutego 2022(dts)    | New Years Golden Series Noc 4                | Sapporo, Japonia    | 4                    | 48                   | 0                    | Był to Dog Cage match. | [ 12 ] |
| —  | Taichi         | 9 kwietnia 2022(dts)   | Hyper Battle '22                             | Tokio, Japonia      | 1                    | 16                   | 0                    | Był to No-rope ring-out match. | [ 13 ] |
| —  | Shingo Takagi  | 25 kwietnia 2022(dts)  | Golden Fight Series                          | Hiroshima, Japonia  | 1                    | 238                  | 4                    | Był to 30-count pinfall match. | [ 14 ] |
| 3  | Shingo Takagi  | 19 grudnia 2022(dts)   | JTO 50th Anniversary for TakaTaichi Together | Tokio, Japonia      | I                    | —                    | —                    | Pokonał Taichiego w Last Man Standing Lumberjack matchu stając się oficjalnym mistrzem 2022.                                                                     | [ 15 ] |
| —  | Shingo Takagi  | 5 stycznia 2023(dts)   | New Year Dash!!                              | Tokio, Japonia      | 2                    | 114                  | 2                    | Pokonał Great-O-Khana, Sho i Toru Yano w Four-way matchu stając się pierwszym tymczasowym mistrzem 2023.                                                         | [ 16 ] |
| —  | Taichi         | 29 kwietnia 2023(dts)  | Wrestling Satsuma No Kumi                    | Kagoshima, Japonia  | 2                    | 148                  | 0                    | Był to Takagi-Style Triad match. | [ 17 ] |
| —  | Sho            | 24 września 2023(dts)  | Destruction in Kobe                          | Kagoshima, Japonia  | 1                    | 54                   | 0                    | Była to walka, w którym sekundanci byli ze sobą skuci kajdankami.                                                                                                | [ 18 ] |
| —  | Taichi         | 17 listopada 2023(dts) | New Japan Road                               | Yamagata, Japonia   | 3                    | 34                   | 0                    | Yoshinobu Kanemaru był sędzią specjalnym, gdzie przegrany miał zakaz walczyć w Prefekturze Yamagata.                                                             | [ 19 ] |
| 4  | Taichi         | 21 grudnia 2023(dts)   | Road to Tokyo Dome                           | Tokio, Japonia      | I                    | —                    | —                    | Pokonał Yoshinobu Kanemaru w Whiskey Bottle Ladder matchu stając się oficjalnym mistrzem 2023.                                                                   | [ 20 ] |
| —  | Taiji Ishimori | 5 stycznia 2024(dts)   | New Year Dash!!                              | Tokio, Japonia      | 1                    | 15                   | 0                    | Pokonał Great-O-Khana, Toru Yano i Yoha w Four-way matchu stając się pierwszym tymczasowym mistrzem 2024.                                                        | [ 21 ] |
| —  | Great-O-Khan   | 20 stycznia 2024(dts)  | The New Beginning in Nagoya                  | Nagoja, Japonia     | 1                    | 98                   | 1                    | Był to Ring Fit match. | [ 22 ] |
| —  | Yuya Uemura    | 27 kwietnia 2024(dts)  | Road To Wrestling Dontaku Noc 7              | Hiroszima, Japonia  | 1                    | 43                   | 0                    | Był to Rural Revitalization in Hamamatsu two-out-of-three falls match, który wygrał 2–1.                                                                         | [ 23 ] |
| —  | Great-O-Khan   | 9 czerwca 2024(dts)    | Dominion 6.9 In Osaka-Jo Hall                | Osaka, Japonia      | 2                    | 196                  | 2                    | Był to Storm Catch Rules match. | [ 24 ] |
| 5  | Great-O-Khan   | 22 grudnia 2024(dts)   | Road to Tokyo Dome                           | Tokio, Japonia      | I                    | —                    | —                    | Pokonał Taichiego w two-out-of-three falls matchu stając się oficjalnym mistrzem 2024.                                                                           | [ 25 ] |
| —  | Wakat          | 22 grudnia 2024(dts)   | Road to Tokyo Dome                           | Tokio, Japonia      | —                    | —                    | —                    | Ostatni mistrz Great-O-Khan ogłosił dezaktywację tytułu. | [ 26 ] |
| —  | Dezaktywacja   | 9 stycznia 2025(dts)   | —                                            | —                   | —                    | —                    | —                    | Tytuł oficjalnie został dezaktywowany przez komisję International Wrestling Grand Prix.                                                                          | [ 27 ] |

## Łączna ilość panowań
| Miejsce | Mistrz         | Ilość panowań | Ilość tymczasowych panowań | Ilość obron | Łączna ilość dni |
| ------- | -------------- | ------------- | -------------------------- | ----------- | ---------------- |
| 1       | Toru Yano      | II            | 4                          | 5           | 476              |
| 2       | Shingo Takagi  | I             | 2                          | 6           | 352              |
| 3       | Great-O-Khan   | I             | 2                          | 3           | 294              |
| 4       | Taichi         | I             | 3                          | 1           | 198              |
| 5       | Minoru Suzuki  | —             | 1                          | 0           | 58               |
| 6       | Sho            | —             | 1                          | 0           | 54               |
| 7       | Yuya Uemura    | —             | 1                          | 0           | 43               |
| 8       | Chase Owens    | —             | 1                          | 0           | 41               |
| 9       | Taiji Ishimori | —             | 1                          | 0           | 15               |